# Quadrelle
Quadrelle est une commune de la province d'Avellino dans la Campanie en Italie.

## Administration
| Période                                  | Période  | Identité         | Étiquette    | Qualité |
| ---------------------------------------- | -------- | ---------------- | ------------ | ------- |
| 27 mai 2003                              | En cours | Lucia Napolitano | Lista Civica |         |
| Les données manquantes sont à compléter. |          |                  |              |         |

### Communes limitrophes
Mercogliano, Mugnano del Cardinale, Sirignano, Summonte

## Géographie
Quadrelle se situe dans la région Baianese.